# الغطس في الألعاب الأولمبية الصيفية 2024
ستقام منافسات الغطس في دورة الألعاب الأولمبية الصيفية 2024 في باريس في الفترة من 27 يوليو إلى 10 أغسطس 2024 في مركز باريس للالعاب المائية.   سيتنافس إجمالي 136 غاطس، مع توزيع متساوٍ بين الرجال والنساء، عبر ثماني أحداث ميداليات (أربعة لكل جنس في كل من الفردي والمزامنة) في هذه الألعاب، وهو نفس العدد تمامًا مثل طوكيو 2020 . 